# هابارد إل. هارت
هابارد إل. هارت (بالإنجليزية: Hubbard L. Hart)‏ هو شخصية أعمال أمريكي، ولد في 4 مايو 1827 في غويلفورد في الولايات المتحدة، وتوفي في 12 ديسمبر 1895.